# 劉仲平
劉仲平（1911年10月12日—1990年8月4日）。熱河省朝陽縣人。民國40年（1951年）在熱河省選區遞補當選第一屆立法委員

## 生平[2][3][4][5]
- 中央軍校十期工科、陸軍大學十八期、陸軍大學兵學研究院十一期、美駐印戰車學校國防研究院第五期畢業
- 陸軍105師排長、連長、營附、營長
- 陸軍大學專任研究員
- 陸軍大學機甲戰術系兵學教官
- 熱河省凌源縣縣長
- 《長城日報》社社長兼發行人
- 熱河省參議員
- 《軍事》雜誌社社長
- 陸軍大學機甲戰術系主任
- 國防大學暨三軍聯合參謀大學中國歷代戰爭史研究組編纂委員
- 中國文化學院戰史及兵學研究所研究教授